# 弗赖桑
弗赖桑（法語：Fraisans，法語發音：[fʁɛzɑ̃]）是法国汝拉省的一个市镇，属于多勒区。

## 地理
弗赖桑（47°8'57"N, 5°45'37"E）面积16.9 平方千米，位于法国勃艮第-弗朗什-孔泰大區汝拉省，该省份为法国东部内陆省份，北起上索恩省，西北接科多尔省，西临索恩-卢瓦尔省，南至安省，东与杜省和瑞士接壤。
与弗赖桑接壤的市镇（或旧市镇、城区）包括：当皮埃尔、卢河畔希塞、库尔特方丹、埃旺、普吕蒙、朗绍、萨朗。

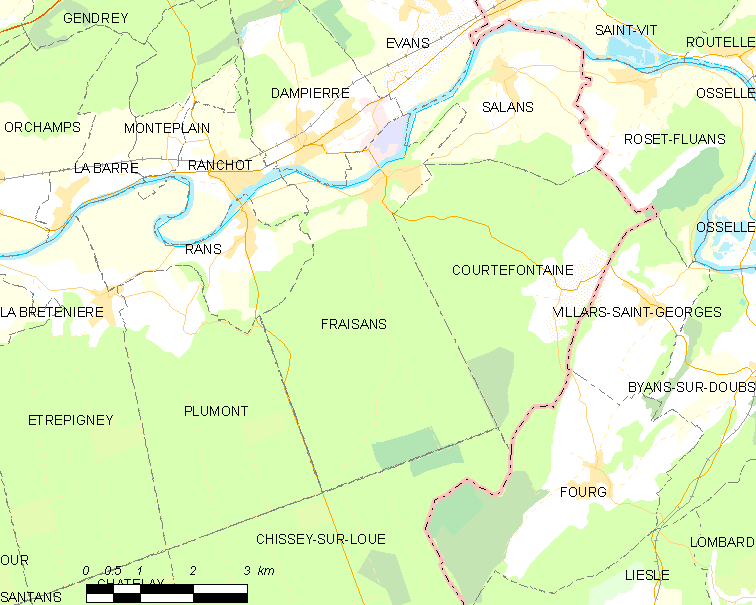
弗赖桑的OSM定位图

弗赖桑的时区为UTC+01:00、UTC+02:00（夏令时）。

## 行政
弗赖桑的邮政编码为39700，INSEE市镇编码为39235。

## 政治
弗赖桑所属的省级选区为蒙苏沃德雷县。

## 人口

1962-2008年间弗赖桑人口变化图示

弗赖桑于2022年1月1日时的人口数量为1170人。